# 没头脑和不高兴
《没头脑和不高兴》是中国大陆一部制作于1962年的动画短片。短片由上海美术电影制片厂与上海电影专科学校联合摄制，是上海电影专科学校动画系60班毕业制作。

## 剧情
有两个小孩子，一个叫“没头脑”，他不管什么事总是丢三拉四的。另一个“不高兴”，他性格倔强，总喜欢跟人对着干，一开口就是三个字“不高兴”（不乐意）。旁人感慨他们长大后该怎么办时，两人不服气想立刻长大干一番事业让大家瞧瞧，结果两人一瞬间真的长大成人，没头脑当了工程师，不高兴成了演员。没头脑设计了一座999层的摩天大楼，但竟然忘记了设计电梯，看一场戏足足得让人走一个月；不高兴扮演“武松打虎”中的老虎，结果却把武松痛打一顿

## 评价
《没头脑和不高兴》是1962年上海电影专科学校动画专业毕业班的毕业之作，全班同学每人分画5至10个镜头。这部20分钟的动画，其编剧、导演、美术设计、配音、配乐等集合了当时中国大陆动画界最顶尖的创作者，是“动画中国学派”的代表之作。动画带有幽默夸张色彩，将趣味故事与朴实的单线平涂工艺相结合，动画中的鲜活情节引发观众共鸣，成为20世纪60年代中国动画的经典。